# Пясецкий, Болеслав
Болеслав Богдан Пясе́цкий, пол. Bolesław Bogdan Piasecki (псевдонимы — Леон Цалка, Саблевский, Войцех с Кролевца; род. 18 февраля 1915, Лодзь — 1 января 1979, Варшава) — польский политик и писатель. До Второй мировой войны стоял на праворадикальных позициях, после войны активно сотрудничал с коммунистическим режимом.

## Биография
Происходил из известного дворянского рода Пясецких. Во Второй Польской республике возглавлял праворадикальную партию Национально-радикальный лагерь, которая конкурировала с диктатором Рыдз-Смиглым за голоса избирателей правых сил. Партия Пясецкого во многом ориентировалась на образец фашистской Италии.
В 1934 году помещён в концлагерь в Берёзе-Картузской. После освобождения стал лидером праворадикальной фракции ОНР-Фаланга. Пясецкий и его сторонники боролись за «католический тоталитаризм».
Во время Второй мировой войны был подпоручиком бронетанковых войск, затем — активным участником подполья, возглавлял организацию «Конфедерация народа», которая вошла в состав Армии Крайовой в 1943 году. Принимал участие в боях вокруг Вильнюса.
В октябре 1944 году был арестован органами НКВД и завербован генералом Иваном Серовым. Вскоре был освобождён и перешёл к открытому сотрудничеству с коммунистическим режимом Польши.
В 1945 году стал одним из основателей и руководителей так называемого социального прогрессивного движения мирян-католиков (społeczny postępowy ruch katolików świeckich), которое группировалось вокруг еженедельника «Сегодня и завтра» («Dziś i Jutro»).
В 1947 году создал ассоциацию ПАКС и возглавлял её президиум до самой смерти. Вплоть до 1956 года эта организация была одним из главных инструментов, который коммунисты использовали для снижения влияния Католической церкви в Польше. Организация получила почти исключительное право на публикации «католического» содержания, в обмен на что поддерживала антицерковные акции правительства.
После народных волнений 1956 года влияние ПАКСа упало, как и влияние самого Пясецкого, хотя организация продолжала играть важную роль в польской политике вплоть до 1989 года, а её преемники существуют и сегодня.
С 1965 года Пясецкий был депутатом сейма, руководителем фракции ПАКС. В 1971—1979 годах был членом польского Государственного совета.

## Награды
- Серебряный крест ордена Virtuti Militari (1944)
- Командорский крест со звездой ордена Polonia Restituta (1964), до этого — командорский крест (1955)
- Орден «Знамя Труда» 1-й степени (1969)